# جيف إليس (عالم وراثة)
جيف إليس (بالإنجليزية: Jeff Ellis)‏ هو عالم وراثة أسترالي، ولد في 4 مايو 1953.